# Aemngvantom lao
Espèce
Synonymes
- Vietbocap lao Lourenço, 2012

Aemngvantom lao est une espèce de scorpions de la famille des Pseudochactidae.

## Distribution
Cette espèce est endémique de la province de Khammouane au Laos. Elle se rencontre dans la grotte Tham Nam Lot dans le karst du Khammouane.

## Description
La femelle holotype mesure 23,4 mm.
Les mâles mesurent de 24,5 à 29,5 mm et les femelles de 23,4 à 37,4 mm.
Ce scorpion troglobie est anophthalme et blanc à jaune très pale.

## Systématique et taxinomie
Cette espèce a été décrite sous le protonyme Vietbocap lao par Lourenço en 2012. Elle est placée dans le genre Aemngvantom par Prendini, Ehrenthal et Loria en 2021.

## Étymologie
Son nom d'espèce lui a été donné en référence au lieu de sa découverte, le Laos.

## Publication originale
- Lourenço, 2012 : « The genus Vietbocap Lourenço & Pham, 2010 (Scorpiones: Pseudochactidae); proposition of a new subfamily and description of a new species from Laos. » Comptes Rendus Biologies,  vol. 335, no 3, p. 232-237.